# Satapa
Satapa är ett släkte av insekter. Satapa ingår i familjen Flatidae.
Kladogram enligt Catalogue of Life:
| Satapa | \| \| Satapa ferruginea \| \| \| \| \| \| Satapa sicula \| \| \| \| |
|        | \| \| Satapa ferruginea \| \| \| \| \| \| Satapa sicula \| \| \| \| |
|        | Satapa ferruginea                                                   |
|        |                                                                     |
|        | Satapa sicula                                                       |
|        |                                                                     |